# Топлик
 Тази статия е за селото в Северна Македония.  За селото на Халкидика, Гърция, чието старо име е Топлик, вижте Йероплатанос.  
Топлик (на македонска литературна норма: Топлиќ) е село в община Щип, Северна Македония.

## География
Топлик е селце разположено на 12 километра югозападно от град Щип.

## История
В XIX век Топлик е изцяло българско село в Щипска кааза на Османската империя. Според статистиката на Васил Кънчов от 1900 година в селото има 42 жители, всички българи християни.
След Междусъюзническата война в 1913 година селото попада в Сърбия.
На етническата си карта от 1927 година Леонард Шулце Йена показва Топлик (Toplik) като село с неясен етнически състав.
В 1953 година в селото живят 73 жители власи. Селото е напуснато след 1961 година, когато има 23 жители.
В 2014 година формата на името на селото на македонска книжовна норма е сменена от Топлиќ на Топлик.

## Личности
Родени в Топлик
- Доне Топликлиев, български революционер, деец на ВМОРО, загинал преди 1918 г.[4]